# Spasia Albertina Bechelli Cecchi
Spasia Albertina Bechelli Cecchi (São Bernardo do Campo, 29 de dezembro de 1899 — Itália, 1964) foi uma política brasileira. 
Ao assumir a prefeitura de Itanhaém, Spasia tornou-se uma das primeiras mulheres a serem eleitas para um cargo de governo no poder executivo da História do Brasil e, mais exatamente, a terceira mulher a se tornar prefeita em toda a história do Brasil.

## História
Spasia era filha de Lorenzo  e Maria Bechelli. Viajando na Itália, conheceu Mansuetto Cecchi, casando-se com ele, com quem viveu pelo resto da vida, sem nunca terem tido filhos. Viveram na região central de São Bernardo do Campo, tendo depois se mudado para um bairro mais afastado, o qual futuramente se desmembraria, tornando-se o município de Ribeirão Pires. Mudaram-se, mais tarde, pra Itanhaém, no litoral paulista.
Spasia foi eleita prefeita por voto indireto, pelos vereadores da Câmara Municipal, sendo nomeada prefeita em 23 de maio de 1936. Ela foi a terceira mulher a se tornar prefeita em toda história do Brasil, atrás apenas de Luiza Alzira Soriano Teixeira, a qual havia sido eleita na cidade de Lajes, no Rio Grande do Norte em 1928, tomando posse como  prefeita em 1929; e de Maria Teresa Silveira de Barros Camargo, eleita e nomeada prefeita de Limeira em 1934. Foi só a partir de 1932, durante o governo de Getúlio Vargas, que uma lei nacional regulamentou e garantiu o direito das mulheres votarem, concorrerem e serem eleitas a cargos políticos no Brasil.
Em seu governo, reurbanizou a praça central, arborizando-a, e ainda fez obras em prol da melhora do abastecimento de água, em combate ao analfabetismo e ao problema da falta de habitação. Seu mandato terminou no dia 26 de outubro de 1937, durante a comoção nacional provocada pela denúncia do Plano Cohen, duas semanas antes do golpe de estado dado por Getúlio Vargas, impondo o Estado Novo no Brasil.
Após 1942, Spasia e seu marido voltaram para Ribeirão Pires. Está enterrada na Itália, junto com seu marido Mansuetto, que faleceu em 1970.
Spasia Albertina Bechelli Cecchi veio a óbito em 1964, enquanto estava em uma viagem pela Itália. Já Mansuetto, por sua vez, veio a falecer em 1970, igualmente durante uma jornada pelo território italiano. Ambos foram sepultados nesse país, onde originalmente se conheceram e uniram em matrimônio. Apesar de não terem descendentes, o legado de Spasia ficou notabilizado pelo seu papel pioneiro na esfera política, quando esteve à frente da Prefeitura.